# Guioa novoebudaensis
Guioa novoebudaensis är en kinesträdsväxtart som beskrevs av P.C. van Welzen. Guioa novoebudaensis ingår i släktet Guioa och familjen kinesträdsväxter. Inga underarter finns listade i Catalogue of Life.